# Xu ổi
Xu ổi hay xu to, xương cá to (danh pháp hai phần: Xylocarpus granatum), là loài thực vật ngập mặn trong họ Xoan. Loài được tìm thấy ở Châu Phi, Châu Á, Australasia và các hòn đảo trên Thái Bình Dương.